# Jean Cortot
Pour les articles homonymes, voir Cortot.
Jean Cortot, né à Alexandrie le 14 février 1925 et mort le 28 décembre 2018 à Paris, est un artiste peintre et illustrateur français.

## Biographie
Fils du pianiste français Alfred Cortot, Jean Cortot fréquente jeune les milieux littéraires, et notamment Paul Valéry. Élève d'Othon Friesz à l'Académie de la Grande Chaumière à Paris, il contribue à la fondation, en octobre 1942, du Groupe de l'échelle avec Jacques Busse, Jean-Marie Calmettes, Michel Patrix, Geneviève Asse et quelques autres camarades d'atelier. En 1943, il est recruté par l'administration des Beaux-Arts et réalise l'inventaire d'œuvres mises à l'abri au château de Brissac, en Maine-et-Loire.
À la Libération, il s'installe dans un atelier du quartier de Plaisance, rue Lebouis, qu'il occupe tout au long de sa carrière. En 1948 lui est attribué le prix Drouant-David de la Jeune peinture, suivi en 1954 du prix de l'Union méditerranéenne pour l'art moderne de Menton.
Il participe au Salon des jeunes peintres en 1950 et 1951, au Salon de mai de 1946 à 1968 puis, à partir de 1972, au Salon des réalités nouvelles.
Il est élu membre de l'Académie des beaux-arts le 28 novembre 2001 au fauteuil numéro 4, y succédant à Olivier Debré, et promu commandeur dans l'ordre des Arts et des Lettres.

## Distinctions
- Chevalier de l'ordre des Palmes académiques[3]
- Commandeur de l'ordre des Arts et des Lettres au titre d'« artiste peintre » (2003)[4]

## Peinture
De l'après-guerre aux années 1960, Jean Cortot produit à travers une série de variations thématiques une peinture qui s'éloigne progressivement de la figuration : 
- variations sur le chantier naval de La Ciotat (1947-1950), les paysages de l'Ardèche ;
- Natures mortes (1955-1956) ;
- La Table du peintre ;
- la série des Villes (1957-1958) ;
- la série d'Antiques (1962) ;
- la série des Brouillards ;
- la série des Reflets.

À partir de la série Correspondance (1957-1959), sa peinture s'oriente vers l'usage de la calligraphie, de pictogrammes et finalement l'invention de formes unissant peinture et littérature. la série des Combats, d'où découle celle des Écritures (1967) qui se poursuit pendant une longue période. À partir de 1974, les écritures se font lisibles ; c'est la série des Tableaux-poèmes et des Poèmes épars.

## Ouvrages
Jean Cortot a illustré de nombreux ouvrages, le premier, en 1946. 
Il est aussi auteur de tapisseries et de fresques.

## Expositions
- 1951, galerie Galanis Hentschel : « Cortot, Calmettes, Patrix »[6].
- Du 16 juillet au 29 septembre 2014, musée des beaux-arts de Nancy : « Jean Cortot, peintre[7] ».